# 陳璽鈞
陳璽鈞（英語：Patty Chen；8月8日—），臺灣女性新聞主播、主持人。曾任華視新聞資訊台主播、《華視新聞雜誌》主持人、鏡電視新聞台主播及《文藝賦格－藝術正發聲》主持人。現任民視新聞台主播兼專題記者

## 生涯
陳璽鈞自英國萊斯特大學大眾傳播學院研究所畢業後，返台投入媒體領域，新聞報導曾多次得到獎項肯定。
2025年7月26日在臉書專頁宣布重返老東家民視擔任兼任主播及專題記者。

## 經歷
- 澳亞衛視國際新聞編譯、氣象主播、新聞主播
- 年代新聞台記者
- 壹電視新聞台專題記者
- 華視新聞資訊台主播、《華視新聞雜誌》節目主持人[3][4]
- 鏡電視新聞台主播、《文藝賦格－藝術正發聲》主持人

## 播報時段
- 以周末為主，平日代班

## 外部連結
- 陳璽鈞的Facebook專頁
- 陳璽鈞的Instagram帳戶